# Monarquia constitucional (Portugal)
A Monarquia Constitucional no Reino de Portugal e dos Algarves foi um sistema governativo que vigorou em Portugal entre 1820 a 1828, durante o Primeiro Liberalismo, e voltou depois da Guerra Civil Portuguesa, com o Segundo Liberalismo, em 1834 e terminou com a queda da monarquia em 1910.

## História
A aprovação da Constituição Política da Monarquia Portuguesa de 1822, pelas Cortes Gerais e Extraordinárias da Nação Portuguesa, foi resultado direto da Revolução Liberal de 1820 e marcou o início da Monarquia Constitucional no Reino Unido de Portugal, Brasil e Algarves. Esse período deu início ao conhecido como o Primeiro Liberalismo e ficou conhecido como Vintismo.
Contudo, a Constituição de 1822 tinha um caráter radical, o que gerou descontentamento entre setores mais conservadores da sociedade, com a Vilafrancada, deu-se fim a Constituição de 1822 e ao Vintismo. Com a morte de D. João VI, surgiu um conflito sucessório. O seu filho mais velho, D. Pedro I do Brasil (anteriormente D. Pedro IV de Portugal), já havia declarado a independência do Brasil em 1822 e tornando-se Imperador do Brasil, das consequências da independência formaria o Império do Brasil e o regresso do Reino de Portugal e dos Algarves. Para garantir um regime liberal em Portugal sem abdicar do trono brasileiro, D. Pedro IV promulgou a Carta Constitucional da Monarquia Portuguesa de 1826 para o Reino de Portugal e dos Algarves, criando um sistema bicameral: Câmara dos Digníssimos Pares do Reino e a Câmara dos Senhores Deputados da Nação Portugueza, este período ficou conhecido como o Cartismo. Chamou então o seu irmão, D. Miguel I, que estava exilado, para governar como regente e jurar a Constituição. 
No entanto, D. Miguel I não respeitou o compromisso assumido: retornou a Portugal, colocou fim ao Primeiro Liberalismo, restaurou a monarquia absoluta e assumiu o trono como rei absoluto. Este golpe levou à eclosão da Guerra Civil Portuguesa (1832-1834), um conflito entre os liberais, que defendiam a monarquia constitucional e a Carta de 1826, apoiando D. Pedro IV e sua filha, D. Maria II, e os absolutistas, que apoiavam D. Miguel I e a sua mãe D. Carlota, já falecida em 1830, e a monarquia tradicional.
Os liberais saíram vitoriosos, dando início ao Segundo Liberalismo, com D. Maria II como rainha de Portugal. Durante esse período, a instabilidade política levou à adoção de uma nova Constituição Política da Monarquia Portuguesa de 1838,  com inspiração mais progressista e redução dos poderes da coroa, ficando conhecida como a Constituição Setembrista. A Constituição de 1838 foi o resultado da Revolução de Setembro, que, em 1836, foi uma tentativa de reforma radical promovida por um movimento progressista dentro do Partido Liberal, conhecido os antigos Vintistas e depois Setembristas. Esse movimento conseguiu depor o governo moderado do Duque da Terceira, implementando um regime mais centralizado e democrático, mas ao mesmo tempo gerou divisões internas.
A situação política continuava instável, e em 1842, um golpe liderado por Costa Cabral, um político moderado, restaurou a Carta Constitucional de 1826, consolidando o poder da monarquia constitucional de caráter mais conservador, conhecido por Cabralismo. Esse golpe e a subsequente restauração da Carta representaram um retorno ao equilíbrio entre os poderes da coroa e do parlamento, mas também reforçaram as tensões internas entre liberais progressistas e moderados.
Durante esse período, Portugal atravessou vários momentos de conflito político, como a Revolução da Maria da Fonte e a Guerra da Patuleia (1846-1847), um confronto armado entre facções liberais moderadas, os cartistas, e progressistas, os setembristas, apoiadas por diferentes setores da sociedade. A guerra teve repercussões significativas para a estabilidade política do país, culminando em uma intervenção estrangeira para restaurar a ordem. Após isso houve um insurreição militar em 1 de maio de 1851 e deu inicio á Regeneração.
Durante o resto do século XIX, Portugal atravessou diversas crises políticas e económicas, alternando entre governos mais autoritários e tentativas de maior liberalização. O Partido Regenerador e o Partido Progressista revezaram-se no poder, com ambos os lados tentando modernizar o país e estabilizar o regime. No entanto, a crescente instabilidade e os problemas econômicos do país minaram a confiança no sistema monárquico.
O sistema monárquico, no entanto, entrou em declínio no final do século XIX e início do século XX. A situação agravou-se com o Regicídio de 1908, de D. Carlos I, quando o rei e o seu filho mais velho, o príncipe herdeiro D. Luís Filipe, foram assassinados. Dois anos depois, em 5 de outubro de 1910, com a ajuda do Partido Republicano, foi proclamada a Implantação da República Portuguesa, pondo fim à monarquia em Portugal.